# Linia kolejowa nr 37
Linia kolejowa nr 37 Białystok – Zubki Białostockie – niezelektryfikowana, jednotorowa, pierwszorzędna linia kolejowa o długości 52,678 km. Linia została otwarta 5 grudnia 1886 roku. 2 kwietnia 2000 roku zawieszono na niej ruch pasażerski. W dniu 2 lipca 2016 roku wznowione zostały przewozy pasażerskie na odcinku Białystok – Waliły. 
Przed ustalaniem nowych granic państwowych w 1945 linia biegła do Wołkowyska.
Linia jest czynna dla sezonowego ruchu pasażerskiego na odcinku Białystok – Waliły; połączenia na tej trasie prowadzi przewoźnik Polregio, wykorzystując spalinowe zespoły trakcyjne SA105, SA106, SA108 i SA133. W latach 2018–2019 połączenia były również obsługiwane przez wydzierżawione SA137 z Lubelskiego oddziału Przewozów Regionalnych. Ruch towarowy prowadzony jest na odcinku Białystok – Białystok Fabryczny. Kursują tam składy z węglem i ścinką drzewną do Elektrociepłowni Białystok oraz z drewnem ze stacji Białystok Fabryczny. Z okazji finału Wielkiej Orkiestry Świątecznej Pomocy, "Święta Grzyba", Białoruskiego Festiwalu Folkowego „Siabroŭskaja Biasieda" oraz Festiwalu Muzyki Młodej Białorusi Basowiszcza uruchamiane były pociągi dodatkowe.  
| Kilometraż | Kilometraż | Tor 1               | Tor 1     | Tor 1            |
| od         | do         | pociągi pasażerskie | szynobusy | pociągi towarowe |
| ---------- | ---------- | ------------------- | --------- | ---------------- |
| 0,427      | 2,944      | 80                  | 80        | 60               |
| 2,944      | 4,808      | 30                  | 30        | 30               |
| 4,808      | 37,383     | 60                  | 60        | 60               |
| 37,383     | 53,105     | 0                   | 0         | 0                |

Jedyną czynną stacją jest Białystok. Na pozostałych posterunkach nie jest prowadzone zapowiadanie pociagów. Od linii odchodzą dwie nieczynne bocznice szlakowe – Białystok Fabryczny IKAJ w km 6,513 będąca częścią dawnego zespołu bocznic Białystok Dojlidy oraz Sokole (CPN) w km 29,339. Istnieją również bocznice stacyjne Białystok Fabryczny (częściowo czynne) oraz Zubki Białostockie (nieczynne).
Od granicy państwa do stacji przeładunkowej Waliły Las wzdłuż toru linii nr 37 prowadziła szerokotorowa linia kolejowa nr 58, rozebrana w roku 2010.

## Katastrofa kolejowa w Białymstoku
9 marca 1989 roku na odcinku linii nr 37 przy ulicy Poleskiej w Białymstoku w wyniku pęknięcia szyny wykoleił się skład przewożący chlor z ZSRR do NRD. Na szczęście cysterny się nie rozszczelniły.